# Чупрынников, Митрофан Михайлович
Митрофа́н Миха́йлович Чупры́нников (3 [15] апреля 1866, Воронежская губерния — 13 [26] мая 1918, Петроград) — российский оперный певец (лирический тенор), вокальный педагог.

## Биография

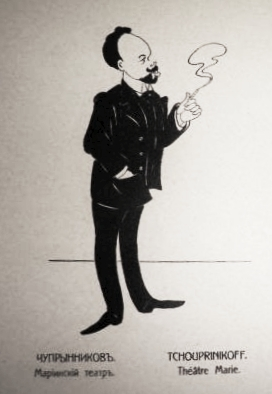
Шарж работы Поля Робера, 1903

Родился в семье священника; в детстве играл на скрипке. Некоторое время работал маляром.
В 1894 году с малой серебряной медалью окончил Московскую консерваторию (класс Э. О. Тальябуэ, затем Е. А. Лавровской).
В 1894 дебютировал в Михайловском театре (Фауст, Ленский). В 1894—1914 годы — солист Мариинского театра. Гастролировал в Праге (1900) и Париже (1908, антреприза С. Дягилева, «Гранд-Опера»).
В 1896—1915 годах выступал в составе «Петербургского Русского вокального квартета» (с Н. Н. Кедровым, К. Н. Кедровым и Н. М. Сафоновым), в том числе в Москве, Нижнем Новгороде (1913), Казани (1914), Одессе (1914), Франции и Англии (с 1908).
В 1907—1918 годах преподавал в Петербургской консерватории (с 1913 — профессор); в числе его учеников — Н. С. Бегичев, А. В. Карпатский, Ф. М. Сергиенко, И. И. Талмазян, Е. И. Талонкина, Б. Б. Хансон, К. Е. Цветов.
Скончался 26 мая 1920 года от воспаления легких.

## Творчество
Обладал небольшим, подвижным голосом; особенно ему удавались лирические и хара́ктерные партии.
Партнёрами М. М. Чупрынникова на сцене были: И. К. Гончаров, А. М. Давыдов, М. И. Долина, Н. С. Ермоленко-Южина, И. В. Ершов, В. И. Касторский, М. М. Корякин, В. И. Куза, М. Н. Кузнецова-Бенуа, А. М. Лабинский, Ф.Литвин, Е. Ф. Петренко, М. А. Славина, А. В. Смирнов, Ф. И. Стравинский, Ф. И. Шаляпин. Пел под управлением А. С. Аренского, Ф. М. Блуменфельда, А.Коутса, Э. А. Крушевского, Н. А. Малько, В. И. Сафонова, Э. Ф. Направника.
Обширный репертуар М. М. Чупрынникова включал оперные партии, сольные партии в симфонических произведениях (кантата D-Dur № 80 И. С. Баха, оратория «Сотворение мира» Й.Гайдна, финал 9-й симфонии Л.Бетховена, симфония «Фауст» Ф.Листа, симфоническая поэма «Жанна д’Арк» М.Мошковского), романсы (А. П. Бородина, А. Г. Рубинштейна, Н. А. Римского-Корсакова, Ц. А. Кюи, Э. Ф. Направника), а также русские народные песни.

### Избранные оперные партии
- Народный певец («Рафаэль» А. С. Аренского)
- Владимир Игоревич; Ерошка («Князь Игорь» А. П. Бородина)
- Баян; Финн («Руслан и Людмила» М. И. Глинки)
- Князь («Русалка» А. С. Даргомыжского)
- Иван Игнатьевич Жарков («Капитанская дочка» Ц. А. Кюи)
- Юродивый («Борис Годунов» М. П. Мусоргского) — первый исполнитель в Париже (1908)[1]
- Чёрт («Ночь перед Рождеством» Н. А. Римского-Корсакова) — первый исполнитель (1895)[1][2]
- Монтан («Сервилия» Н. А. Римского-Корсакова) — первый исполнитель (1902)[1][2]
- Индийский гость («Садко» Н. А. Римского-Корсакова) — первый исполнитель в Мариинском театре (1901)[1]
- Царь Берендей; Бобыль-Бакула («Снегурочка» Н. А. Римского-Корсакова)
- Иван Лыков («Царская невеста» Н. А. Римского-Корсакова)
- Левко («Майская ночь» Н. А. Римского-Корсакова)
- Князь Синодал («Демон» А. Г. Рубинштейна)
- Сакус («Нерон» А. Г. Рубинштейна)
- Фераморс (одноимённая опера А. Г. Рубинштейна) — первый исполнитель в Мариинском театре (1898)[6]
- Вагоа («Юдифь» А. Н. Серова)
- Княжой дурак («Рогнеда» А. Н. Серова)
- Беппо («Корделия» Н. Ф. Соловьёва)
- Школьный учитель («Черевички» П. И. Чайковского)
- Раймонд («Орлеанская дева» П. И. Чайковского)
- Эльвино («Сомнамбула» В. Беллини)
- Жакино («Фиделио» Л. Бетховена) — первый исполнитель в Мариинском театре (1905)[1]
- Миме («Золото Рейна» Р. Вагнера) — первый исполнитель в России (1905)[1]
- Дон Базилио («Свадьба Фигаро» В. А. Моцарта) — первый исполнитель в Мариинском театре (1901)[1]
- Дон Оттавио («Дон Жуан» В. А. Моцарта)
- Фентон («Виндзорские кумушки» О. Николаи)
- Франц («Сказки Гофмана» Ж. Оффенбаха) — первый исполнитель в Мариинском театре (1899)[1]
- Граф Альмавива («Севильский цирюльник» Дж. Россини)
- Витек («Далибор» Б. Сметаны) — первый исполнитель в России (1899)[1]

### Дискография
В 1899—1911 годах в Петербурге («Э. Берлинерс Граммофон», «Граммофон», «Зонофон», «Пате») записал на грампластинки более 90 произведений — арий, романсов, дуэтов, русских народных песен, в том числе в составе «Петербургского Русского вокального квартета» (в Англии — вместе с Ф. И. Шаляпиным).

## В музыке
М. М. Чупрынникову посвятили свои произведения Н. А. Римский-Корсаков (романс «Тихо море голубое», ор. 50 № 3, 1897), А. К. Глазунов (романс «Нереида», ор. 60 № 3, 1898), С. М. Ляпунов (5 квартетов на народные темы, ор. 47, 1912), О.Ножина (романс «Вечір тихий»), А. С. Аренский (романс «Давно ли под волшебные звуки»).